# Gloria Careaga Pérez
Gloria Angélica Careaga Pérez (* 28. Januar 1947 in Guadalajara, Mexiko; Nachname ist Careaga Pérez →Spanischer Name, außerhalb der spanischsprachigen Welt auch oft Gloria Careaga oder Gloria Pérez genannt) ist eine mexikanische Sozialpsychologin, Feministin und LGBT-Aktivistin aus Mexiko-Stadt.

## Wirken
Seit 1979 unterrichtet Gloria Careaga Pérez an der Psychologischen Fakultät der Universidad Nacional Autónoma de México (UNAM). Der Schwerpunkt ihrer Arbeit liegt im Themenbereich Sexualität und Gesellschaft und in den letzten Jahren konzentrierte sie sich auf Gender-Fragen. Sie ist Mitbegründerin des Programa Universitario de Estudios de Genero (PUEG, Genderstudien) der Universität, dessen Leiterin sie zehn Jahre lang war (1992–2004). Dort etablierte sie 1998 den Bereich Sexual Diversity Studies und zeigte neue Perspektiven für die Analyse von Maskulinität. Careaga koordinierte sechs Anthologien und publizierte zahlreiche Artikel und Buchbeiträge. Auch war sie Ratgeberin für nationale und internationale Behörden.
Careaga ist Mitbegründerin und Vorstandsmitglied der El Closet de Sor Juana, einer der älteren Lesbengruppen in Mexiko. Sie ist auch Mitbegründerin der Fundacion Arcoiris, einer Gruppe, welche Sexualität studiert und erforscht. Zusammen mit Beto de Jesus ist sie Repräsentantin der Region „LAC“ (Lateinamerika und Karibik) im Executive Board der International Lesbian and Gay Association (ILGA). Bei der ILGA-Hauptversammlung im September 1999 wurde sie zur Vertreterin des Frauensekretariats gewählt. Sie ist Mitglied der International Working Group on Sexuality and Social Policy (IWGSSP), welche an der Columbia University beheimatet ist, Mitglied des International Fund Advisory Panel der 1977 gegründeten Astraea – Lesbian Foundation of Justice, Mitglied des International Advisory Board der International Gay and Lesbian Human Rights Commission (IGLHRC) sowie im Beirat der internationalen Hirschfeld-Eddy-Stiftung.

## Auszeichnungen
Im Jahr 2022 wurde Careaga der Felipa de Souza Award verliehen.

## Werke

### Bücher
- mit Juan Guillermo Figueroa Perea, Maria Consuelo Mejia: Etica y salud reproductiva, PUEG-PUIS/UNAM, Miguel Angel Porrúa, Mexiko 1996, ISBN 968-842-606-7
- Las relaciones entre los géneros en la salud reproductiva, México DF. Comité Promotor por una Maternidad sin Riesgos en México, 1996
- Orientación sexual en la lucha de las mujeres, El Clóset de Sor Juana, Women’s Secretariat de International Lesbian and Gay Association. Reedición. Versión en inglés y en español, 2001, ISBN 970-32-0713-8
- mit Epsy Campbell  (Hrsg.): Poderes Cuestionados: sexismo y racismo en América Latina. Red de Mujeres Afrocaribeñas y Afrolatinoamericanas, Programa Universitario de Estudios de Género, UNAM. San José, Costa Rica, 2002
- mit Salvador Cruz: Sexualidades diversas / Diverse Sexualities: Aproximaciones para su análisis, Programa Universitario de Estudios de Género-UNAM, Cámara de Diputados. México 2004, ISBN 970-701-542-X
- mit E. Plácido (Hrsg.): Balance político desde la experiencia de redes y organizaciones feministas mexicanas sobre la implementación de la Plataforma de Acción sobre la Mujer (Beijin+10). Editoras El Clóset de Sor Juana, Elige-Red de Jóvenes por los Derechos Sexuales y Reproductivos, CLADEM-México, Foro Nal.de mujeres y pol. de Población, Red Nacional de Género y Economía, Red Género y Medio Ambiente, Red Nacional Milenio Feminista. México. 2005
- mit Carlos Cáceres, T. Frasca, Mario Martín Pecheny: Sexualidad, Estigma Y Derechos Humanos, Desafíos para el acceso a la salud en América Latina Universidad Peruana Cayetano Heredia. Lima, Peru. 2006
- mit Cruz: Debates sobre Masculinidades, Poder, desarrollo, políticas públicas y ciudadanía, Programa Universitario de Estudios de Género, UNAM. México 2006

### Spanische Artikel
- Stonewall 25, marcha ante las Naciones Unidas y algo más. In: Debate Feminista. Band 10, Nr. 5, September 1994, S. 227–230.
- El aborto, detonador de reflexiones pendientes. In: Fem (Journal). Nr. 26 / 228, Difusion Cultural Feminista, A.C., 1. März 2002, S. 30.
- ¡Viva la reina! (Graciela Hierro, filósofo feminista)(Biografía). In: Fem (Journal). Nr. 27 / 249, Difusion Cultural Feminista, A.C., 1. Dezember 2003, S. 26.

### Englische Artikel
- mit Patria Jiménez: Mexico in: IGLHRC (Hrsg.): Unspoken Rules: Sexual Orientation and Women's Human Rights, S. 117–118
- mit Julie Dorf: Discrimination and the Tolerance of Difference: International Lesbian Human Rights. In: Julie Peters, Andrea Wolper (Hrsg.): Womens Rights, Human Rights: International Feminist Perspectives. Routledge, 1995.
- Lesbians and gays in Mexico at the end of the millennium. In: Women’s Health Collection. Latin American and Caribbean Women’s Health Network. Januar 2000
- I sing the body autonomous: a call to renew our struggle for sexual freedom. In: Women’s Health Journal. Latin American and Caribbean Women’s Health Network. Februar 2004.
- Is   sexuality A Non negotiable component of the Cairo Agenda?, August 2004
- Sexuality in the WSF 2007, Sexuality Policy Watch, 22. Jänner 2007

### Deutsche Übersetzungen
- Feministische Lesben: Herausforderungen in Lateinamerika. In: Frauensolidarität. Nr. 100, Februar 2007, S. 16–17.
- Vom Rebell zum Gesprächspartner. Die Eroberung der sexuellen Vielfalt in Lateinamerika. In: ila / Zeitschrift der Informationsstelle Lateinamerika. Nr. 305, Mai 2007, S. 4–37.